# Демократичний союз (Болгарія)
Демократичний союз (болг. Демократически сговор, букв. Демократична угода) — правоцентристська болгарська політична партія, існувала та перебувала при владі з 1923 до заборони 1934 року.

## Лідери
- 1923–1926: Александр Цанков
- 1926–1933: Андрій Ляпчев

## Відомі члени партії
- Цвятко Бобошевський
- Атанас Буров (1875–1954)
- Григор Василєв (1883–1942)
- Славейко Василєв (1879–1944)
- Кімон Георгієв (1882–1969)
- Георгій Данаїлов (1872–1939)
- Христо Калфов (1883–1945)
- Тодор Кулев (1878–1942)
- Андрій Ляпчев (1866–1933)
- Рашко Маджаров (1874–1943)
- Кинчо Міланов (1871-?)
- Янакі Моллов (1882–1948)
- Владимир Моллов (1873–1935)
- Нікола Найденов (1880–1939)
- Іван Русев (1872–1945)
- Петко Стайнов (1890–1972)
- Янко Стоянчов (1881–1927)
- Петр Тодоров (1881–1955)
- Йосиф Фаденхехт (1873–1953)
- Димитр Христов (1871–1944)
- Александр Цанков (1879–1959)